# NGC 5900
NGC 5900 (również PGC 54431 lub UGC 9790) – galaktyka spiralna (Sb), znajdująca się w gwiazdozbiorze Wolarza. Odkrył ją William Herschel 9 kwietnia 1787 roku.